# Zajezdnia tramwajowa przy ulicy Gajowej w Poznaniu

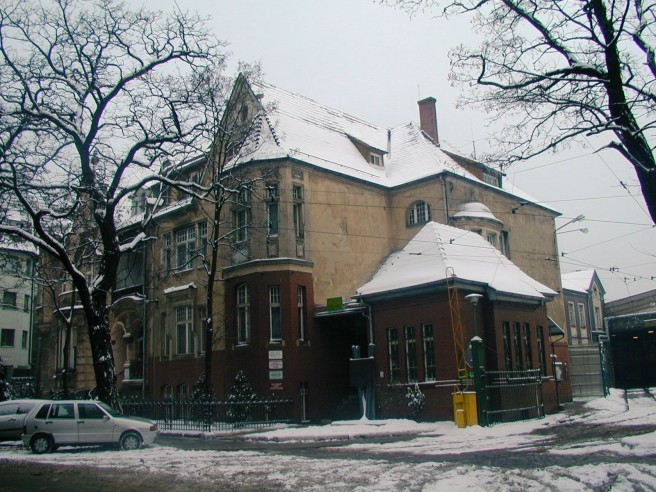
Budynek z 1904 roku, niegdyś zajmowany przez zarząd

Zajezdnia tramwajowa przy ul. Gajowej w Poznaniu – najstarsza i działająca do 28 grudnia 2010 zajezdnia tramwajowa w Poznaniu, stanowiąca zabytek architektury przemysłowej. 

## Historia
Początkowo zajezdnia zajmowała działkę na narożniku ul. Gajowej i ul. Sienkiewicza i składały się na nią wozownia na 20 wagonów, stajnia na 80 koni, kuźnia z podkowalnią oraz budynek mieszkalny dla inspektora zakładowego, latryna i pompa. Po likwidacji dworca kolejowego na Jeżycach część terenu wykupiło w 1886 roku Poznańskie Towarzystwo Kolei Konnej. W 1890 roku teren zajezdni powiększono, a w latach 1897–1898, gdy elektryfikowano poznańskie tramwaje w zajezdni wybudowano halę dla wozów i mniejszą dla doczep, a także warsztaty w których remontowano tramwaje oraz (prawdopodobnie) postawiono szachulcowy budynek na rogu Gajowej i Sienkiewicza, przedsiębiorstwo zmieniło również nazwę, na Poznańską Kolej Elektryczną. W 1903 roku przebudowano torowisko od ul. Gajowej, oraz dobudowano trzecia halę. Rok później oddano do użytku budynek dyrekcji oraz nowe warsztaty. W 1908 dodano baterię akumulatorów szczytowych, które zasilały trakcję. W 1913 zajezdnia znacznie się powiększyła. Połączono wszystkie istniejące hale, powstała nowa kuźnia, a stara została przerobiona na pomieszczenie w którym zorganizowano odlewnię. Cały kompleks został natomiast wyposażony w centralne ogrzewanie i doprowadzenie ciepłej wody. Powiększono również budynek administracji z 1903 roku.
W 1924 w związku z przejściem sieci miejskiej na prąd zmienny w zajezdni pojawił się rtęciowy prostownik. W 1925 dodano kolejne warsztaty rozbudowując do obecnej długości główną halę oraz dodano wyjazd z torami od ul. Zwierzynieckiej. W 1927, gdy w Poznaniu wprowadzono komunikację autobusową w zajezdni powstał garaż na 16 maszyn. W latach 1928–1929 powstał nowy garaż na 36 autobusów, a stary stał się garażem dla mniejszych samochodów. Powstała również kolejna odlewnia. Po zakupie kolejnej parceli w 1936 zajezdnia osiągnęła swoją dzisiejszą wielkość czyli kwartał między ulicami Zwierzyniecką, Kraszewskiego, Sienkiewicza i Gajową, poza drobnym fragmentem na narożniku Zwierzynieckiej i Gajowej. W tym samym roku po kolejnej przebudowie hala główna osiągnęła ostateczne rozmiary, oraz dodano budynek z garażem i zapleczem socjalnym dla pracowników. Zmodernizowano również układ torowisk rozbierając ostatni budynek dworca kolejowego.
Wojna oszczędziła zajezdnię, która nadal była rozbudowywana aż do 1962 roku, kiedy to dyrekcja MPK przeniosła się na ul. Głogowską. Kolejne zajezdnie powstające na obrzeżach znacznie już rozbudowanej sieci tramwajowej sprawiły, że obiekt przy ul. Gajowej stawał się coraz bardziej jedynie zakładem remontowym. W 1956, podczas powstania poznańskiego, robotnicy warsztatów tramwajowych jednomyślnie poparli demonstrantów. Zablokować wyjście na ulice próbował dyrektor MPK, którego wrzucono do kanału montażowego i oblano oliwą. 
Obecnie zajezdnia nie funkcjonuje, po 130 latach od jej uruchomienia. W dniu 28 grudnia 2010 o godzinie 6:47 wyjechał ostatni liniowy wagon, Beijnes 3G o numerze taborowym 805.